# Coven
A Coven amerikai rockegyüttes. Hard rock, pszichedelikus rock, progresszív rock és acid rock műfajokban játszanak.

## Története
A Coven gyökerei egy Him, Her and Them nevű zenekarra vezethetők vissza, amelyet Oz Osbourne és Jinx Dawson alapítottak. A Coven 1967-ben alakult Chicagóban. Ők voltak az első olyan zenekar, akik az ördögvilla jelképét használták fellépéseik során. Első nagylemezük 1969-ben jelent meg a Mercury Records gondozásában. Sátánista és okkultista témájú szövegekkel rendelkeznek, amely miatt botrányba is keveredtek az album megjelenése idején. Fellépéseik során továbbá az ördögvilla és a fordított kereszt jelképei is láthatók. Az együttes összesen hat lemezt adott ki. 1975-ben feloszlottak, majd 2007-ben újjáalakultak.

## Diszkográfia
- Witchcraft Destroys Minds and Reaps Souls (1969)
- Coven (1971)
- Blood on the Snow (1974)
- Metal Goth Queen: Out of the Vault 1976-2007 (2008)
- Jinx (2013)
- Light the Fire (EP, 2016)